# Yvonne Kurzmeyer
Yvonne Kurzmeyer (* 1956 in Luzern) ist eine Schweizer Stiftungsgründerin. Sie gründete die Stiftung «Hoffnung für Menschen in Not» und war Initiantin der «Schweizer Tafel». 2019 wurde sie mit dem Preis der Stiftung Dr. J. E. Brandenberger ausgezeichnet.

## Leben
Yvonne Kurzmeyer wuchs in einer Unternehmerfamilie in Luzern auf. Nach Abschluss des Primarschul-Lehrerseminars und der Handelsschule sowie verschiedenen Sprachaufenthalten war sie in der Administration und im Verkauf von Tourismus- und Handelsbetrieben in St. Moritz, Vevey und Luzern tätig. 1982 wurde sie regionale Verkaufsleiterin in der väterlichen Firma, Berndorf Luzern AG. Sie war mit Hanspeter Kurzmeyer verheiratet, der Mitglied der Geschäftsleitung der Credit Suisse war und ihr späteres Projekt unterstützte. 
1986 beendete sie ihre berufliche Tätigkeit vorerst und wurde Hausfrau und Mutter. Aufgrund privater Erlebnisse gründete sie im Jahr 2000 die Stiftung Hoffnung für Menschen in Not mit dem Motto «Die Sonne muss für alle scheinen». Im Dezember 2001 folgte die Initiierung und der Aufbau der ersten Schweizer Tafel in Bern. Nachdem sie damals im Fernsehen eine Reportage über die Organisation «City Harvest» in New York gesehen hatte, die Lebensmittel an Obdachlose verteilte, stiess sie bei genauerer Recherche auf die deutsche Tafel und übernahm die Idee, die mit Hilfe von McKinsey auf die Schweiz angepasst wurde und ankam.
2004 erhielt Yvonne Kurzmeyer den Fundraising-Preis des Schweizerischen Fundraising-Verbands für ihr Projekt «Schweizer Tafel». 2019 zeichnete die Stiftung Dr. J. E. Brandenberger sie mit dem mit 200'000 Franken dotierten Brandenberger-Preis für ihre «herausragenden Leistungen bei der Schaffung und Umsetzung effizienter Methoden und Strukturen zur Verwendung überschüssiger Ressourcen zugunsten Bedürftiger» aus.

## Auszeichnungen
- 2004: Fundraising-Preis des Schweizerischen Fundraising-Verbands
- 2019: Preis der Stiftung Dr. J. E. Brandenberger